# Майдугурі
Майду́гурі — місто на північному сході Нігерії, на річці Нгадда. Адміністративний центр штату Борно. (англ. Maiduguri)
Населення міста становить 1 197 497 осіб (2007; 189 тис. в 1975).
Місто засноване 1907 року як прикордонний пост британців. Зараз воно виросло в одне з найбільших міст Нігерії.
Кінцевий пункт залізниці із міста Джос — станція Куру. Міжнародний аеропорт «Майдугурі».
Місто є важливим торговим центром сільськогосподарського району (арахіс, велика рогата худоба).
Діють підприємства шкіряно-взуттєвої та м'ясної промисловості.
У місті знаходиться один з найбільших університетів Нігерії — Університет Майдугурі, музей. Місто має свою футбольну команду.

## Клімат
Місто знаходиться у зоні, котра характеризується кліматом напівпустель. Найтепліший місяць — травень із середньою температурою 32,2 °C (90 °F). Найхолодніший місяць — січень, із середньою температурою 23,3 °С (74 °F).
| Клімат Майдугурі        | Клімат Майдугурі | Клімат Майдугурі | Клімат Майдугурі | Клімат Майдугурі | Клімат Майдугурі | Клімат Майдугурі | Клімат Майдугурі | Клімат Майдугурі | Клімат Майдугурі | Клімат Майдугурі | Клімат Майдугурі | Клімат Майдугурі | Клімат Майдугурі |
| Показник                | Січ.             | Лют.             | Бер.             | Квіт.            | Трав.            | Черв.            | Лип.             | Серп.            | Вер.             | Жовт.            | Лист.            | Груд.            | Рік              |
| Абсолютний максимум, °C | 38               | 41               | 42               | 43               | 42               | 42               | 37               | 36               | 37               | 40               | 38               | 41               | 43               |
| Середній максимум, °C   | 25               | 28               | 31               | 35               | 35               | 32               | 29               | 28               | 30               | 32               | 29               | 26               | 30               |
| Середня температура, °C | 23               | 25               | 28               | 31               | 32               | 31               | 27               | 27               | 27               | 29               | 26               | 23               | 27               |
| Середній мінімум, °C    | 20               | 22               | 25               | 28               | 29               | 28               | 26               | 25               | 25               | 26               | 23               | 21               | 25               |
| Абсолютний мінімум, °C  | 7                | 7                | 7                | 19               | 21               | 20               | 20               | 21               | 20               | 16               | 10               | 7                | 7                |
| Днів з опадами          | 1                | 1                | 1                | 0                | 1                | 1                | 3                | 4                | 3                | 1                | 1                | 1                | 18               |
| Днів з дощем            | 1                | 1                | 1                | 0                | 1                | 1                | 3                | 4                | 3                | 1                | 1                | 1                | 18               |
| ----------------------- | ---------------- | ---------------- | ---------------- | ---------------- | ---------------- | ---------------- | ---------------- | ---------------- | ---------------- | ---------------- | ---------------- | ---------------- | ---------------- |
| Джерело: Weatherbase    |                  |                  |                  |                  |                  |                  |                  |                  |                  |                  |                  |                  |                  |

## Вибухи в Майдугурі (2015)
14 жовтня в місті відбулося 3 вибухи. За деякими даними загинуло щонайменше 3 особи. Ввечері 15 жовтня невідомі підірвали мечеть в місті. Вибух стався під час молитви. Свідки чули щонайменше 2 вибухи. Орієнтовна кількість жертв сягає від 30 до 42 осіб.